# Hägerstensviadukten

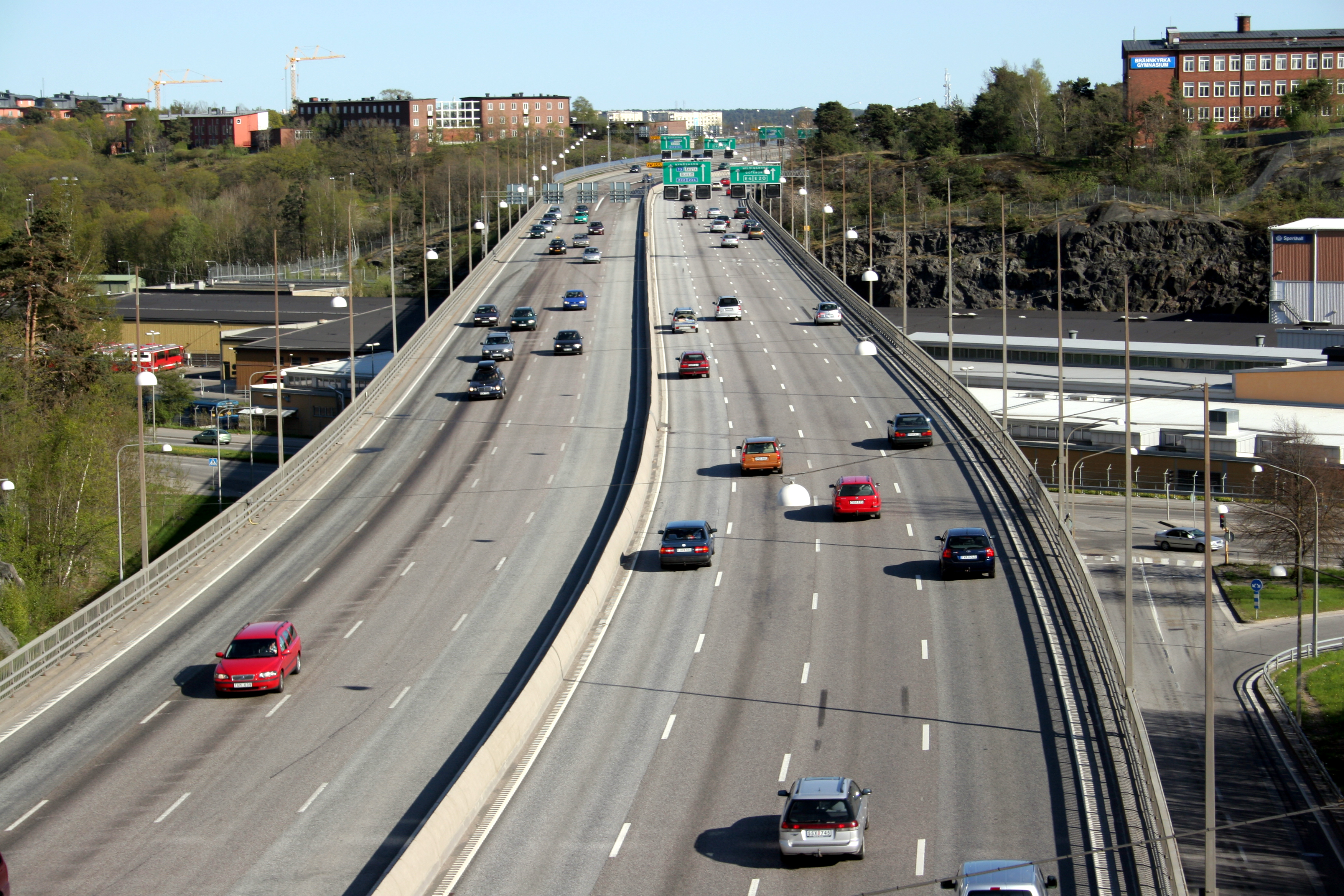
Hägerstensviadukten sedd från Nybohovsviadukten söderut.

Hägerstensviadukten är en motorvägsbro och en del av Essingeleden i Stockholm.

## Historik

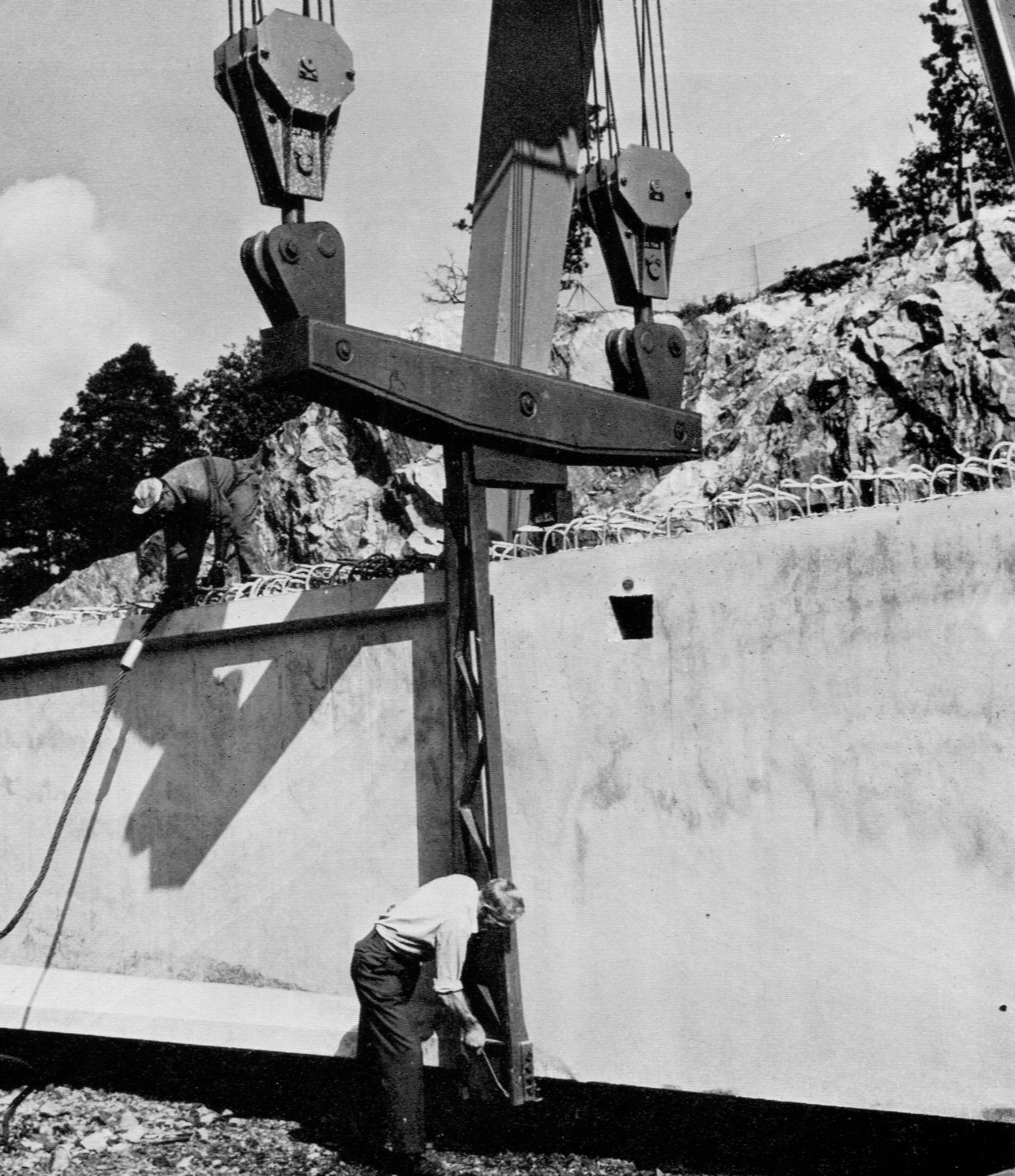
Prefab-balken.

Hägerstensviadukten spänner i direkt anslutning till trafikplats Nybohov över dalsänkan mellan Nybohovsberget och Nyboda backe. Här sträcker sig viadukten över Hägerstensvägen och över taken på Nybodadepån. Bron anlades samtidigt med Essingeleden under 1960-talets första hälft och invigdes den 21 augusti 1966. Byggherre var Stockholms gatukontor och ansvarig för genomförandet var kommunägda Gekonsult. Entreprenör var konsortiet Hägerstensarbetena bestående av AB Bergendahl & Höckert och AB Samuelsson & Bonnier som även byggde Nybohovsviadukten.
Längden är 330 meter och den maximala spännvidden är 43,5 meter. Körbanan är 29,5 meter bred och vilar på åtta par runda pendelpelare av betong. Den bärande konstruktionen består av åtta prefabricerade och förspända betongbalkar per fack, alltså 64 balkar totalt. Hägerstensviadukten var den enda av Essingeledens broar som konstruerades på detta sätt. Metoden föreslogs av entreprenören. Anledningen var svårigheten att resa ställningar över den hård trafikerade Hägerstensvägen och den under utbyggnad varande Nybodadepån. 
Varje balk är 2.4 meter hög och väger upp till 85 ton. Balkarna tillverkades i en tillfällig fabrik bakom norra landfäste och transporeterdes därifrån med vagnar. Sedan lyftes de med hjälp av ett montagefackverk på plats. Efter utläggningen följde gjutning av tvärbalkar och farbaneplattan.

## Bilder

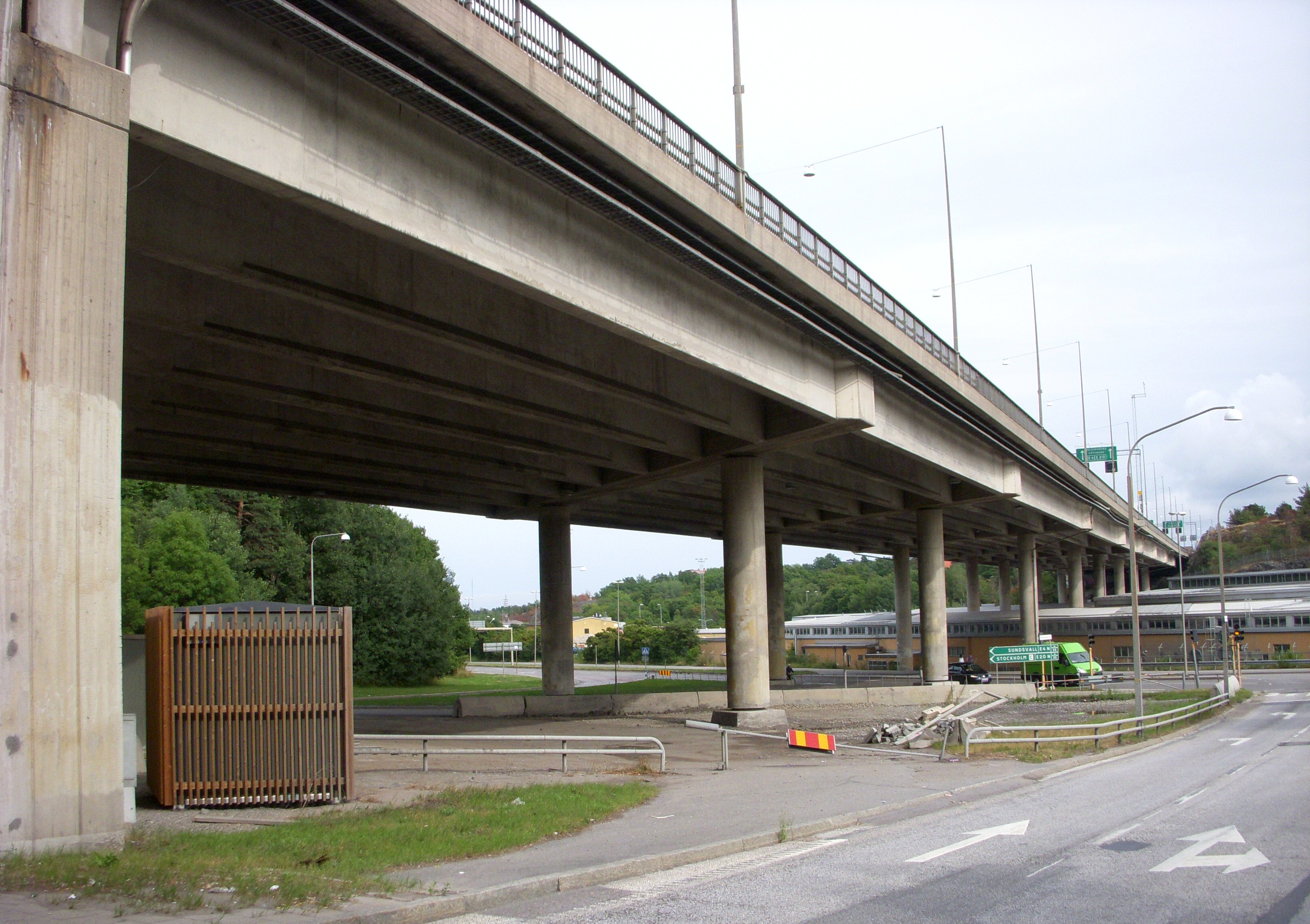
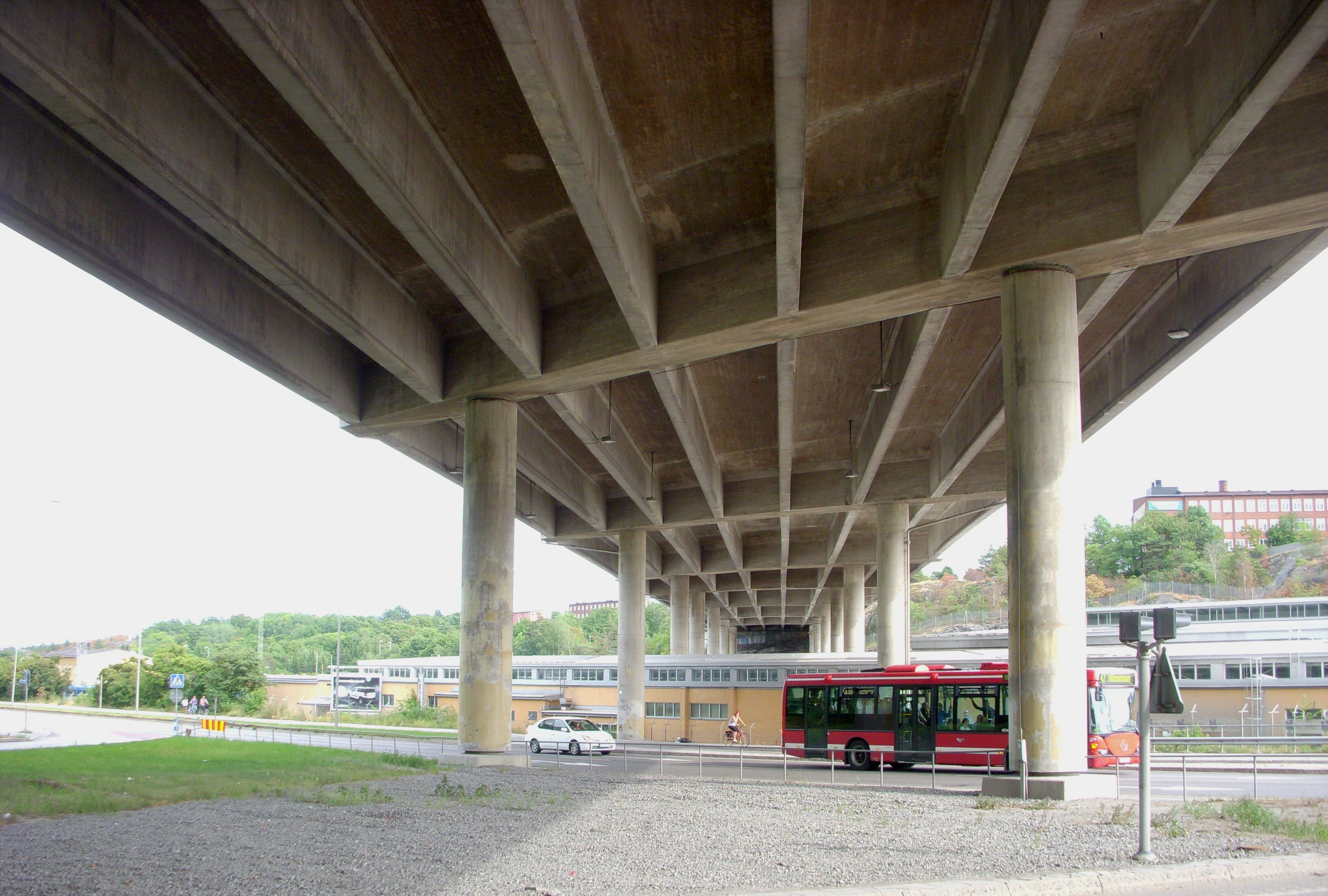
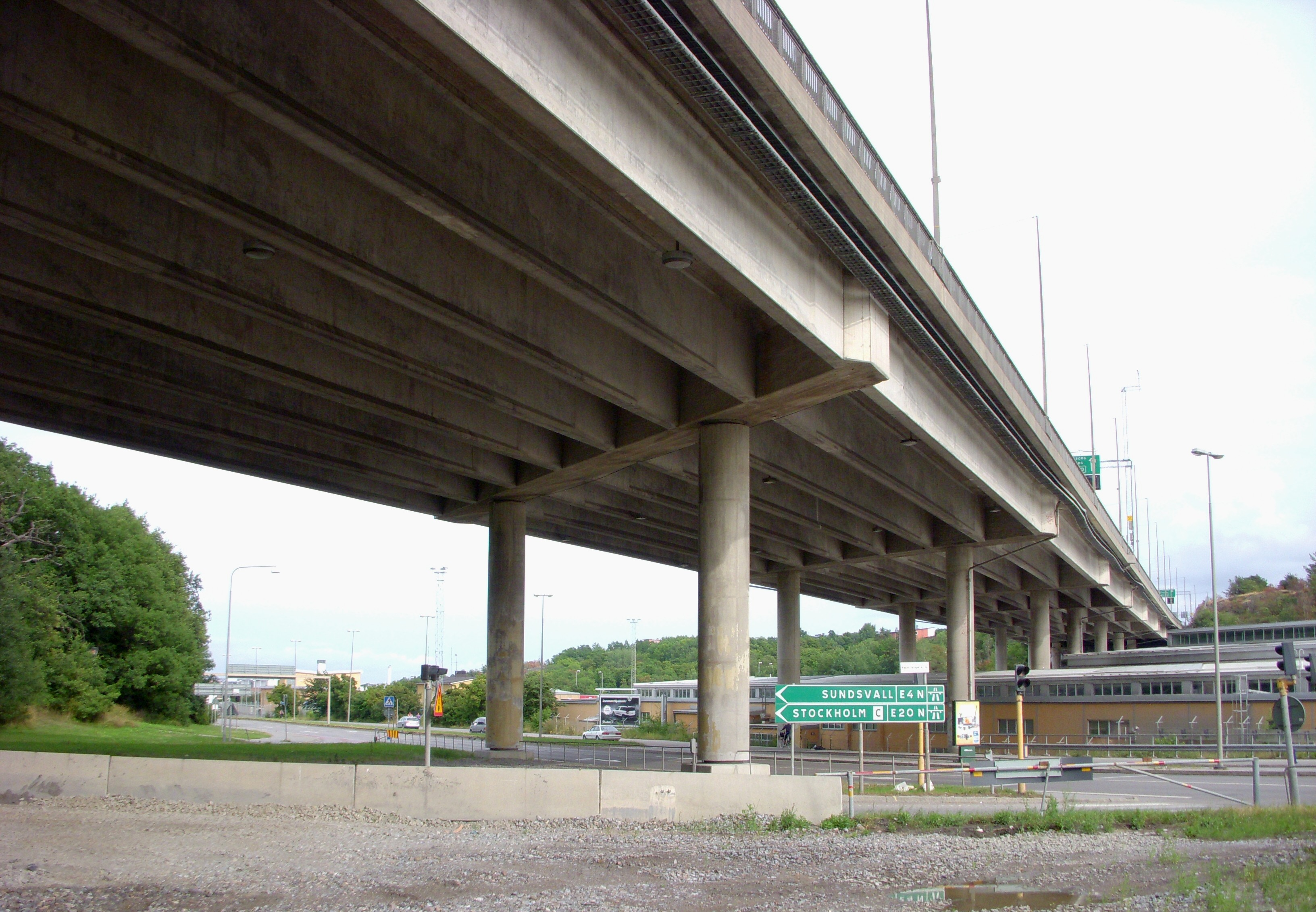
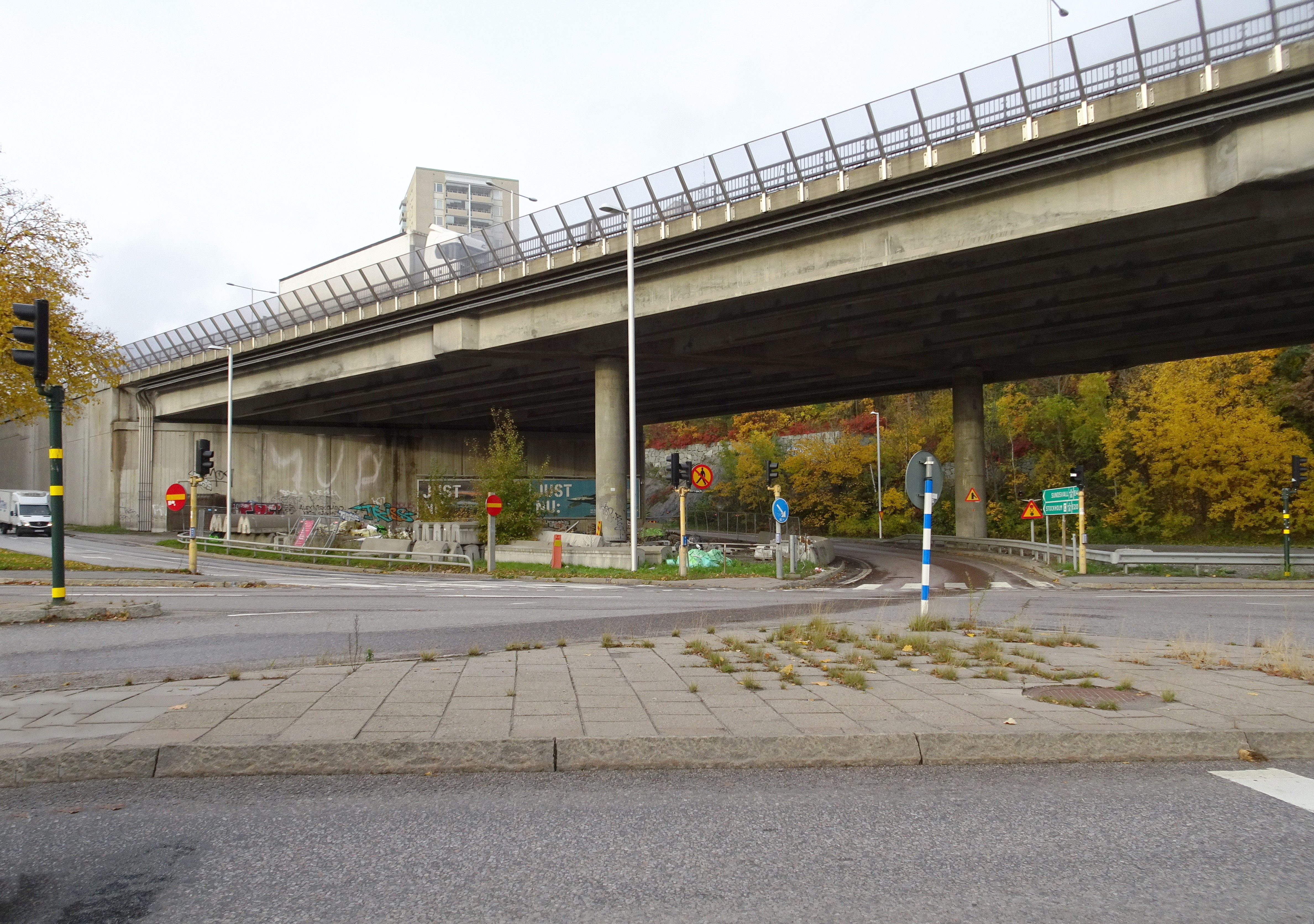